# Puolanka
Puolanka (Puolango in svedese) è un comune finlandese di 2380 abitanti, situato nella regione del Kainuu.